# Houlbjerg
Houlbjerg er en landsby i Favrskov Kommune i Region Midtjylland med 211 indbyggere  (2024). Houlbjerg er beliggende tre km sydvest for Laurbjerg og 11 km nord for Hammel.
Houlbjerg er beliggende i Houlbjerg Sogn og Houlbjerg Kirke ligger i byen.

## Kendte fra Houlbjerg
- Geologen Jens Esmarks blev født i Houlbjerg i 1763.